# Prosobonia leucoptera
Prosobonia leucoptera là một loài chim trong họ Scolopacidae.